# Gentingen
Gentingen is een plaats in de Duitse deelstaat Rijnland-Palts, en maakt deel uit van de Eifelkreis Bitburg-Prüm. Het dorpje telt 78 inwoners. Gentingen ligt aan de Our, die er de grenst vormt met het Groothertogdom Luxemburg.

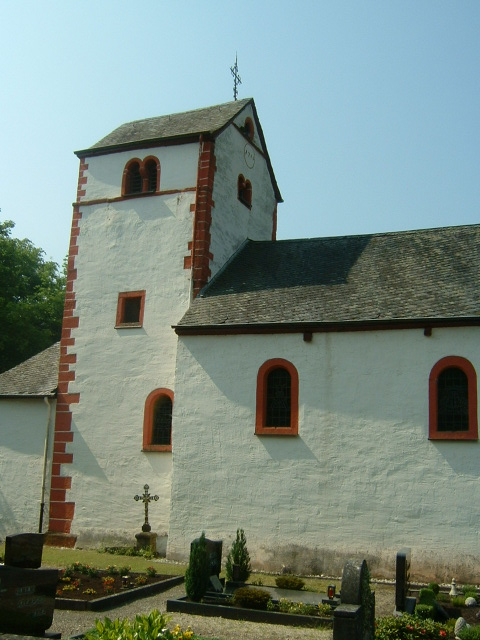
Kerk van Gentingen
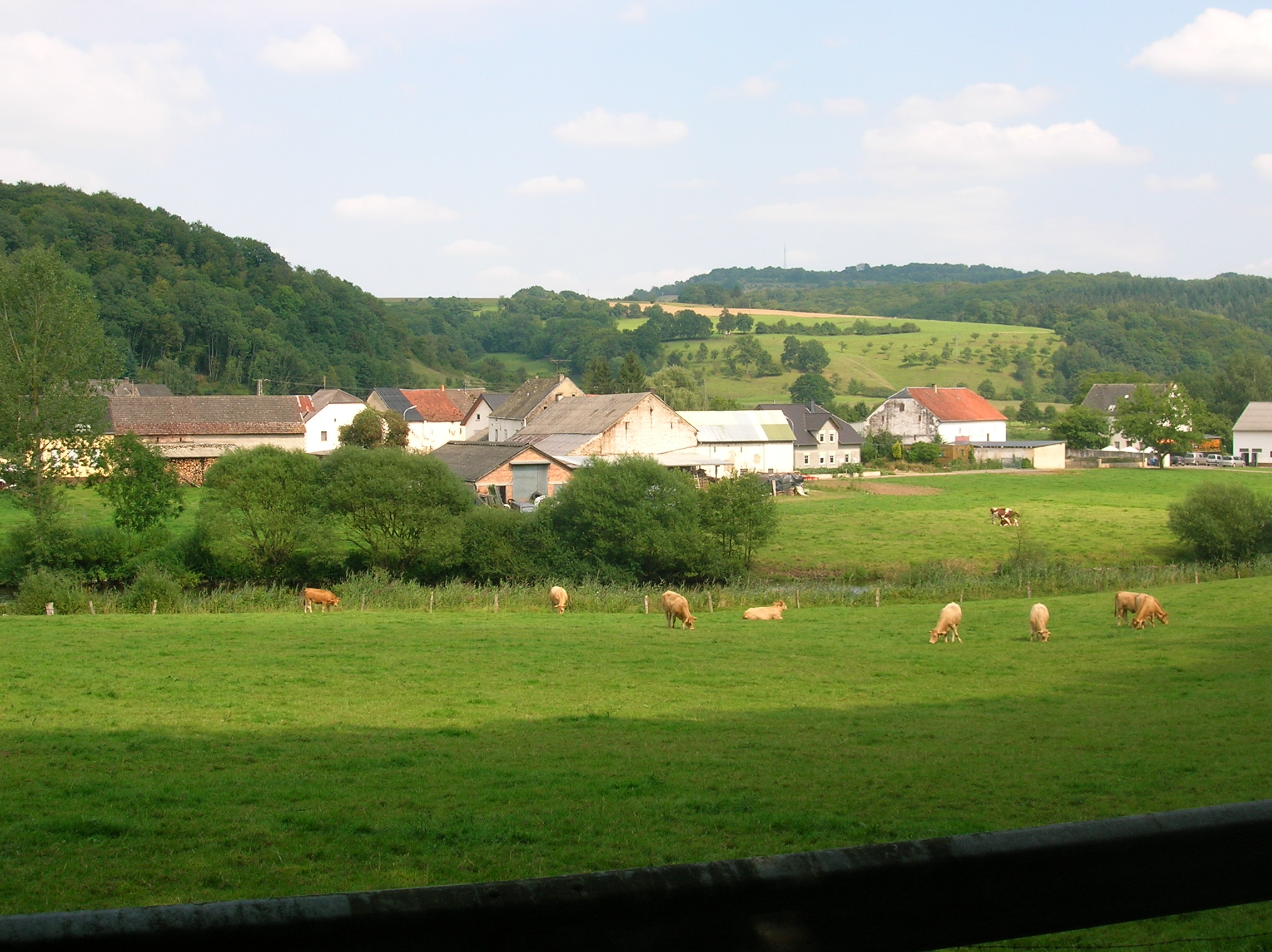
Gentingen

## Bestuur
De plaats is een Ortsgemeinde en maakt deel uit van de Verbandsgemeinde Südeifel.
Verbandsvrije stad:  Bitburg